# Жозе Мануел Пессанья Вієгаш
Жозе Мануел Пессанья Вієгаш (Jose Manuel Pessanha Viegas) (1946) — португальський дипломат.
Надзвичайний і Повноважний Посол Португалії в Україні.

## Життєпис
Народився в 1946 році. Закінчив Лісабонський університет, літературний факультет, за фахом "філософія і педагогічні науки.
До 2004 року Надзвичайний і Повноважний Посол Португалії в Кот д'Івуарі.
З 4 березня 2004 по 16 листопада 2008 — Надзвичайний і Повноважний Посол Португалії в Києві (Україна)